# NGC 7
NGC 7 est une galaxie spirale barrée dans la constellation du Sculpteur. Elle a été découverte en 1834 par l'astronome britannique John Herschel à l'aide d'un télescope de 18,7 pouces (475 mm) de diamètre.

## Caractéristiques

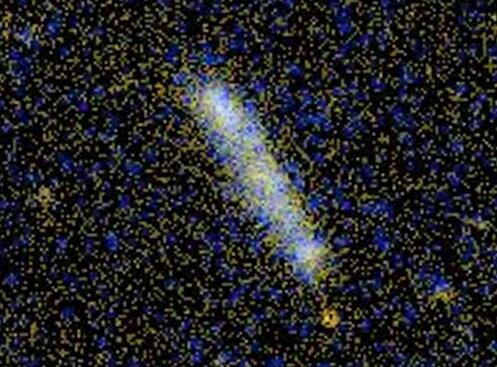
NGC 7 par GALEX (ultraviolet).

Sa vitesse par rapport au fond diffus cosmologique est de 1 208 ± 20 km/s, ce qui correspond à une distance de Hubble de 17,8 ± 1,3 Mpc (∼58,1 millions d'al).
L'astronome Steve Gottlieb a décrit cette galaxie comme très peu lumineuse, très étendue, et visible par la tranche. Il a également remarqué qu'elle ne pouvait être bien observée qu'en utilisant la vision périphérique.
La classe de luminosité de NGC 7 est III et elle présente une large raie HI. De plus, elle renferme des régions d'hydrogène ionisé.
En raison d'une brillance de surface égale à 14,00 mag/am2, on peut qualifier NGC 7 de galaxie à faible brillance de surface (LSB en anglais pour low surface brightness). Les galaxies LSB sont des galaxies diffuses (D) avec une brillance de surface inférieure de moins d'une magnitude à celle du ciel nocturne ambiant.
À ce jour, 14 mesures non basées sur le décalage vers le rouge (redshift) donnent une distance de 20,615 ± 2,267 Mpc (∼67,2 millions d'al), ce qui est à l'intérieur des distances calculées en employant la valeur du décalage.